# كارولين كوك (كاتبة)
كارولين كوك (بالإنجليزية: Carolyn Cooke)‏ (6 فبراير 1959 في الولايات المتحدة)؛ مؤلِّفة، كاتبة قصص قصيرة وروائية أمريكية.